# Der Bozen-Krimi: Familienehre
Familienehre ist ein deutscher Kriminalfilm von Thomas Nennstiel aus dem Jahr 2022 und der 16. Film der ARD-Kriminalfilmreihe Der Bozen-Krimi. Die Erstausstrahlung im Deutschen Fernsehen erfolgte am 10. November 2022 als Donnerstagskrimi auf Das Erste.

## Handlung
Commissario Capo Sonja Schwarz und Commissario Jonas Kerschbaumer werden zu einer Umkleidekabine im Eishockey-Stadion gerufen, weil dort die Leiche des Bozener Eishockeystars Marcel Wallner aufgefunden wurde. Die Kommissare ermitteln in alle Richtungen und kommen dabei in der Wohnung des Opfers hinter das Doppelleben des Eishockeystars, der eigentlich für seine geliebte Ehefrau Nathalie und die Öffentlichkeit ein glücklich verheirateter Familienvater war. Er führte eine sexuelle Beziehung zu dem Sänger Anton Hofer, der als Dragqueen Isabella als Sänger auftritt. Es geraten Anton Hofers eifersüchtiger Ex-Freund Toni Klinger sowie der Berater Sebastian Glasner, der das Opfer finanziell managte, und die Ehefrau des Verstorbenen, welche nach eigener Aussage nichts vom Doppelleben ihres Mannes wusste, in Hauptverdacht. Anton Hofer wird indes Opfer eines Mordversuches: Er wird auf der Straße überfahren, überlebt aber mit schweren Verletzungen. 
Hofer ist der Sohn eines traditionellen Familienhotels und so geraten für Schwarz und Kerschbaumer das Familienoberhaupt Ludwig Hofer und dessen Frau Maria unter Verdacht. Beide sind sehr konservativ und hatten ihren Sohn Anton nach seinem Coming-out verstoßen. Dessen Beziehung zu Hofer dürfte ihnen somit wenig zugesagt haben. Derzeit grollen sie aber noch mehr gegen ihren zweiten Sohn Martin, dem sie das Hotel anvertraut haben und der es nun in Schwierigkeiten gebracht hat, da er illegale Leute eingestellt hatte, was juristische Konsequenzen haben wird, nachdem dies bekannt wurde.
Im Zuge der Ermittlungen stellt sich heraus, dass Wallners Ehefrau, entgegen ihren Angaben, doch von der Beziehung zu Anton Hofer wusste. Ebenso hatte er vor, sein Coming-out öffentlich zu machen. Als Schwarz sie aufsuchen will, findet sie die Frau bewusstlos in ihrem Swimmingpool. Nachdem diese wieder zu sich kommt, erklärt sie weinend, dass sie im Handy ihres Mannes Fotos von ihm und einem Mann in intimer Pose entdeckt habe. Sie habe ihn zur Rede gestellt, woraufhin er ihr gestanden habe, sie verlassen und ihren gemeinsamen Sohn bei sich behalten zu wollen, da er ihm den gewohnten Luxus auch weiterhin hätte bieten können. Als sie diesen Schock verarbeitet habe, sei sie ihm zur Eishalle gefolgt, wo sie mit ihrem Mann derart in Streit geraten sei, dass sie ein dort sichtbar liegendes Messer nahm und zustach. Sie habe dann auch versucht, Anton Hofer zu überfahren, damit niemand etwas von deren Beziehung zueinander erfahren sollte. Am nächsten Tag überbringt Schwarz Hofer die Nachricht, die Mörderin seines Freundes verhaftet zu haben.

## Hintergrund
Die Dreharbeiten zu Der Bozen-Krimi: Familienehre fanden im Zeitraum vom 7. September 2021 bis zum 7. Oktober 2021 in Bozen und näherer sowie weiterer Umgebung statt.

## Rezeption

### Kritik
Tilmann P. Gangloff wertete für Tittelbach.tv, er schrieb: „Die Spannungsspitzen mögen überschaubar sein, aber der 16. ‚Bozen-Krimi‘ (Degeto / Merfee) hat andere Qualitäten […] ‚Familienehre‘ ist schon allein wegen des Ensembles sehenswert: Vladimir Burlakov überzeugt auch als Sänger, Thomas Thieme verkörpert den verknöcherten Patriarchen, Marita Breuer spielt die still duldende Mutter. Während frühere Episoden der Reihe oft daran gescheitert sind, das Privatleben der Kommissarin mit ihren Ermittlungen zu kombinieren, kann sich Sonja Schwarz (Chiara Schoras) diesmal ganz auf die Arbeit konzentrieren.“
Bei prisma.de urteilte Hans Czerny: „Hatte sich die Kommissarin in ihrer Serienvergangenheit weit in Italiens Unterwelt vorgewagt und auf den Spuren der Mafia gar Ausflüge in Italiens tiefen Süden unternommen, so bleibt sie diesmal in einer kleine Welt.“
Oliver Armknecht von film-rezensionen.de meinte, der Film „nimmt uns mit in die Welt des Eishockeys, nutzt den Mord an einem Star-Spieler aber in erster Linie, um auf Homophobie aufmerksam zu machen. Als Thema ist das wichtig, die Umsetzung ist jedoch nur mäßig.“ „Wenn wenigstens der Kriminalfall spannend wäre. Aber auch in der Hinsicht ist nicht so wahnsinnig viel zu holen. Während nach dem Mord tatsächlich noch eine Reihe von Wegen offen sind und das Publikum entsprechend viel rätseln darf, halten sich die Optionen nach einem baldigen Wendepunkt und durch den großen Fokus auf die Homosexualität in Grenzen. Da gibt es kaum jemanden, der überhaupt in Frage käme. Da die Auflösung nicht sonderlich interessant ist, können Krimifans Der ‚Bozen-Krimi: Familienehre‘ ignorieren, da gibt es zu viel Besseres in dem Genre. Andere Teile in der Reihe waren zwar noch schlechter. Wäre da aber nicht die lobenswerte Absicht, es gäbe keinen Grund, sich das hier überhaupt anschauen zu wollen.“
Evangelisch.de lobte die schauspielerischen Leistungen und schrieb: „Schon allein Vladimir Burlakov und Thomas Thieme sorgen dafür, dass ‚Familienehre‘ sehenswert ist. Für Thieme ist die Rolle allerdings keine große Herausforderung; im Grunde genügt sein Charisma, um den Hotelier zu verkörpern. Umso bemerkenswerter sind Burlakovs Darbietungen als Isabella, wenn er den Chanson ‚Die blaue Katze‘ von Florian Paul zum Besten gibt. Witzigerweise wirkt er mit seinem athletischen Oberkörper in den Rückblenden viel eher wie ein Leistungssportler als Felix Everding, der den Eishockeystar spielt.“
Bei quotenmeter.de wertete Oliver Alexander. Für ihn wurde „nicht recht klar, was uns dieser Film […] eigentlich zu sagen haben soll. Dass Menschen nicht nur eine Identität haben, sondern komplizierter sind, ist schließlich nichts Neues. Eine wirklich mitreißende Geschichte kann so leider auch nicht entstehen, denn dazu wirken die verschiedenen hier dargestellten Milieus niemals vollends glaubwürdig genug. Vielmehr wirkt es, also [sic] wolle ‚Familienehre‘ auf den alten Zug aufspringen, dass die Enthüllung, ein sehr männlich auftretender Sportler habe Verbindungen ins ‚Homosexuellen-Milieu‘ gehabt, so skandalös wirken soll wie noch in den 70er Jahren. Das mag für die altehrwürdige Familie in Südtirol noch gelten; die meisten ARD-Zuschauer dürften aber schon deutlich weiter sein.“

### Einschaltquoten
Bei der Erstausstrahlung am 10. November 2022 wurde Der Bozen-Krimi: Familienehre in Deutschland von 6,95 Millionen Zuschauern gesehen, was einem Marktanteil von 26,5 Prozent entsprach.